# Ronneby Ångslups AB
Ronneby Ångslups AB var ett rederi i Ronneby som var verksamt från tiden strax före sekelskiftet år 1900 och fram till slutet av 1930-talet. Bolaget skötte färjetrafik med hållplatser i skärgården och anslöt dessa till bryggplatser i Ronnebyån, mitt i centrala Ronneby. Rederiet hade sitt huvudkontor i kvarteret Yngve på Strandgatan 10 i Ronneby stad. Hållplatsen låg också vid Strandgatan, mitt emot det tidigare rådhuset. Bolaget ägde som mest sex ångslupar i sin flotta, däribland Karö, Freja och Turist. Ångslupen Karö var döpt efter ön Karön i Ronneby skärgård som ligger några hundra meter från fastlandet vid Ekenäs småbåtshamn och nära Ronnebyåns mynning vid Ronneby redd. Samtliga av rederiets slupar var relativt låga för att kunna passera de broar som vid den tiden inte var sväng- eller öppningsbara.

## Rederiets ångslupar
Rederiet hade som mest fem ångslupar i trafik samtidigt med flera hållplatser längs Ronnebyån och ut till Karön. Totalt kom sex stycken ångslupar att ingå i bolagets flotta. Ångsluparna lade bland annat till vid Strandgatan intill Ronneby torg och fick där vändas i ett av Ronnebyåns bredare partier. Fartygen var vanligen dimensionerade för mellan 90 och 120 passagerare. Ångsluparna som ingick i bolagets flotta var:
- S/S Blida
- S/S Freja
- S/S Karö
- S/S Ronneby
- S/S Rottne
- S/S Turist

### Digitala källor
- Riksantikvarieämbetet om S/S Karö
- Riksantikvarieämbetet om S/S Rottne
- Sjöhistoriska museet om S/S Rottne
- Blekinge Museum om S/S Freja
- Skärgårdsbåtar.se om Rottne